# Zaragoza (Nueva Écija)
Zaragoza  (Bayan ng Zaragoza  - Municipality of Zaragoza ) es un municipio filipino de tercera categoría, situado en la parte central de la isla de Luzón. Forma parte del Primer Distrito Electoral de la provincia de Nueva Écija situada en la Región Administrativa de Luzón Central, también denominada Región III.

## Geografía
Municipio situado en el oeste de la provincia junto a a  Tarlac.
Su término linda al nortwe con el Licab; al sur con los de San Antonio y de Jaén; al este con el de Santa Rosa; y al oeste con el de La Paz de Tarlac.

### Comunicaciones
La recientemente inaugurada autopista Subic-Clark-Tarlac Subic–Clark–Tarlac Expressway (SCTEX) finaliza en la ciudad de Tarlac, continuando en el tarmo Santa Rosa-Tarlac carretera que pasa por Zaragoza. De Santa Rosa continuamos a la ciudad de  Cabanatúan City y desde allí a Tuguegarao, Cagayán, etc.

### Barangays
El municipio  de Zaragoza  se divide, a los efectos administrativos, en 19 barangayes o barrios, conforme a la siguiente relación:
| - Batitang - Carmen - Concepción - Del Pilar - General Luna | - H. Romero - Macarse - Manaul - Mayamot - Pantoc | - San Vicente (Población) - San Isidro - San Rafael - Santa Cruz - Santa Lucía Antiguo | - Santa Lucía Nuevo - Santo Rosario Antiguo - Santo Rosario Nuevo |  |

## Historia
No hay historia destacada.

## Patrimonio

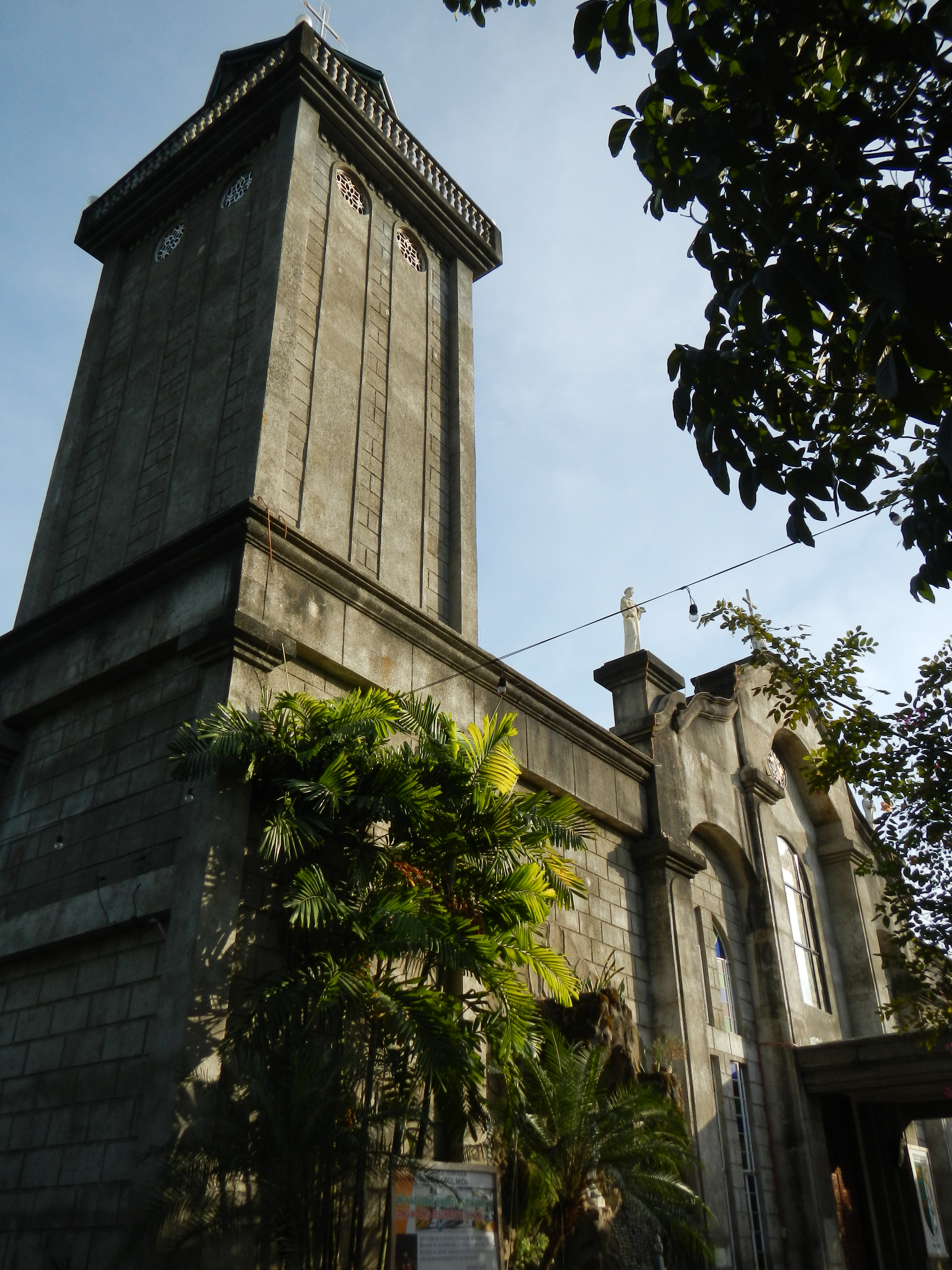
Campanario.

- Iglesia parroquial católica bajo la advocación de San Vicente Ferrer, la parroquia data del año 1849.

Forma parte de la Vicaría de Santa Rosa de Lima , perteneciente a la Diócesis de Cabanatúan en la provincia Eclesiástica de Lingayén-Dagupán.